# 趙廉 (弘治進士)
趙廉（1460年—？），字一清，武驤右衛軍籍，順天府大興縣人，明朝政治人物。

## 生平
弘治五年（1492年）壬子科順天府鄉試第二十四名舉人。弘治九年（1496年）中式丙辰科會試第二十二名，三甲第一百四十一名進士。

## 家族
曾祖趙景義；祖父趙昇；父趙進，母周氏。具庆下。